# Космополитизм

Флаг Всемирного правительства граждан мира

Космополити́зм (лат. соsmороlitа, от др.-греч. κόσμος — «вселенная» и πολίτης — «гражданин») — идеология мирового гражданства, ставящая интересы всего человечества в целом выше интересов отдельной нации или государства и рассматривающая человека как свободного жителя Земли. Согласно Дж. Р. Солу, космополитизм — мировоззрение и культурная установка, направленные на осмысление единства мира, универсализма.

## История
Космополитизм зародился в Древней Греции, мысли о мировом гражданстве высказывал ещё Сократ, но впервые провозгласил себя «космополитом» Диоген. В то время космополитизм развивался в учении киников, во многом из-за Пелопоннесской войны, которая сильно ослабила влияние отдельных полисов. В дальнейшем теоретическое обоснование космополитизма развивали стоики, особенно в римскую эпоху, чему способствовал масштаб и универсалистский характер Римской империи.
В Средние века космополитизм имел религиозный характер и просматривался в стремлении Католической церкви создать папскую теократию, но почти не развивался в теоретическом плане. Начиная с XVI века космополитизм носил преимущественно светский характер. В 1544 году Гийом Постель заново изобрёл термин «космополитизм», вкладывая в него не небесный, а земной смысл, представляя себе мировое государство как наднациональное и внерелигиозное братство, основанное на свободном выборе каждого. Тем не менее космополитизм находился ещё в стадии становления, развиваясь лишь в тайных обществах алхимиков и герметистов.
Первым крупным очагом распространения космополитизма в Новое время стало масонство благодаря развитой структуре братства и широкому политическому влиянию. Члены ордена представляли себе весь мир одним большим братством, а нации в нем — семьями. Космополитичный идеал разделяли представители всех течений масонства — деисты, пантеисты, материалисты и республиканцы.
В эпоху Просвещения космополитизм достиг своего наивысшего расцвета благодаря множественным контактам интеллектуальной элиты разных стран, активным путешествиям образованных людей и закреплению за французским языком статуса международного. Такие крупные философы как Вольтер и молодой Жан-Жак Руссо своими идеями и образом жизни воплощали космополитический идеал своего времени. Выходу космополитизму в политическую плоскость способствовал рост пацифистских настроений уставших от войн европейцев. Важную роль в этом сыграли проекты «вечного мира» Бентама и Канта, предлагавшие создать в Европе постоянно действующий конгресс, главной целью которого было бы объединение держав в деле мира. В своих размышлениях Кант шёл дальше и видел в космополитизме венец истории, считая его естественным состоянием человека.
В XIX веке вместе с распространением и усилением националистических настроений космополитизм перестает быть важной частью философской мысли, а его частичное возрождение происходит лишь в XX веке на волне сильных общественных потрясений, связанных с мировыми войнами и революциями. В 1937 году феминистки и активистки движения за мир Розика Швиммер и Лола Маверик Ллойд запустили Кампанию за мировое правительство, которая стремилась объединить страны в мировую федерацию.
После Второй мировой войны космополитизм развивался в капиталистических странах, так 10 декабря 1948 года была принята «Всеобщая декларация прав человека», закрепившая в международном законодательстве естественные права каждого жителя Земли, а в 1954 году Гарри Дэвис основал «Всемирное правительство граждан мира» (World Service Authority), НКО, которая занимается выдачей паспорта гражданина мира. Параллельно в СССР происходили обратные процессы. Борьба с космополитизмом проходила в 1948-1953 годах и была направленна против части советской интеллигенции еврейского происхождения, представителей которой власти рассматривали как носителей прозападных ценностей.
В XXI веке космополитизм продолжил своё развитие на волне всеобщей глобализации. Часть либертарианцев и коммунитаристов в противостоянии нигилизму и индивидуализму рассматривает космополитизм как один из важнейших столпов свободы человека. Современным исследованием космополитизма занимаются такие философы и ученые как Кваме Энтони Аппиа, Марта Нуссбаум и Ульрих Бек.

## Поддержка космополитизма
Лев Толстой высказывал мнение, что патриотизм — пережиток варварских времён, а также зло, которое неизбежно ведёт к агрессии и вражде, в то время как космополитизм не следует считать ошибочным только потому, что за этим словом закрепились негативные коннотации:
Питаю эту надежду потому, что ослепление, в котором в наше время находятся народы, восхваляющие патриотизм, воспитывающие свои молодые поколения в суеверии патриотизма и, между тем, не желающие неизбежных последствий патриотизма — войны, дошло, как мне кажется, до той последней степени, при которой достаточно самого простого, просящегося на язык каждого непредубеждённого человека, рассуждения, для того, чтобы люди увидали то вопиющее противоречие, в котором они находятся. [...] Мне несколько раз уже приходилось писать о патриотизме, о полной несовместимости его с учением не только Христа, в его идеальном смысле, но и с самыми низшими требованиями нравственности христианского общества, и всякий раз на мои доводы мне отвечали или молчанием, или высокомерным указанием на то, что высказываемые мною мысли суть утопические выражения мистицизма, анархизма и космополитизма. Часто мысли мои повторялись в сжатой форме, и вместо возражений против них прибавлялось только то, что это не что иное, как космополитизм, как будто это слово «космополитизм» бесповоротно опровергало все мои доводы.

## Критика
Часто космополитизм подвергается критике за пропаганду безразличия к национальным традициям, пренебрежения национальной культурой. Сторонники патриотизма не согласны с мнением сторонников космополитизма, что в современных условиях понятие родины лишено какого-либо значения.

В СССР официальная позиция власти состояла в том, что космополитизм является реакционной буржуазной теорией, проповедующей отказ от национальных традиций и культуры, от государственного и национального суверенитета. Ему противопоставлялся пролетарский интернационализм, подразумевающий «перспективу постепенного и добровольного сближения, а затем и слияния наций». В. И. Ленин в поддержку идеи «слияния наций» заявлял:
Целью социализма является не только уничтожение раздробленности человечества на мелкие государства и всякой обособленности наций, не только сближение наций, но и слияние их… к неизбежному слиянию наций человечество может прийти лишь через переходный период полного освобождения всех угнетённых наций, то есть их свободы отделения.